# 石川日出志
石川 日出志（いしかわ ひでし、1954年11月27日 - ）は、日本の考古学者、明治大学教授。

## 来歴
新潟県生まれ。1978年明治大学文学部史学地理学科考古学専攻卒、1983年同大学院文学研究科博士課程中退、明治大学文学部助手、1987年専任講師、1991年助教授、1997年教授。
福岡県志賀島出土の金印について、多く論文を発表し積極的に研究を行っている。石川は近年出てきた金印贋作説を否定し、「真印」とする説をとっている。

## 著書
- 『「弥生時代」の発見・弥生町遺跡』新泉社、2008 シリーズ「遺跡を学ぶ」
- 『シリーズ日本古代史 1　農耕社会の成立』岩波新書、2010

### 共編著
- 『弥生人とまつり』編 六興出版 考古学ゼミナール、1990
- 『新視点日本の歴史 第1巻(原始編)旧石器→縄文・弥生時代』鈴木公雄共編 新人物往来社、1993
- 『考古資料大観 第1巻　弥生・古墳時代 土器 1』武末純一と責任編集 小学館、2003
- 『展望日本歴史 3 原始社会』小杉康共編 東京堂出版、2004
- 『信濃大室積石塚古墳群の研究 3 (大室谷支群・ムジナゴーロ単位支群第168号墳の調査)』小林三郎、大塚初重、佐々木憲一、草野潤平共編 六一書房、2008
- 『交響する古代 東アジアの中の日本』日向一雅、吉村武彦共編 東京堂出版 2011
- 『南関東の弥生文化-東アジアとの交流と農耕化』長友朋子、深澤芳樹共編 吉川弘文館 2022 ISBN 9784642093644

## 参考
- 明治大学